# Izometria

Przykład izometrii: obrót jako złożenie dwóch odbić.

Izometria (gr. isos – równy, métron – miara), także przekształcenie izometryczne – funkcja zachowująca odległości między punktami przestrzeni metrycznej. Jest to więc izomorfizm izometryczny. W geometrii figury, między którymi istnieje izometria (są izometryczne), nazywane są przystającymi.

## Geometria euklidesowa
Zasugerowano, aby ta sekcja została przeniesiona do artykułu grupa euklidesowa. (dyskusja)
Przekształcenie {\displaystyle f} płaszczyzny euklidesowej lub przestrzeni euklidesowej nazywa się izometrią, jeżeli zachowuje odległość dowolnych dwóch jej punktów {\displaystyle A,B,} tzn.
{\displaystyle A^{*}B^{*}=AB,}
gdzie {\displaystyle X^{*}=f(X)} oznacza obraz punktu {\displaystyle X.}
Każde dwa przystające odcinki są równej długości, a każde dwa przystające kąty są jednakowej rozwartości (i na odwrót: równość odcinków i miar kątów oznacza, że są one przystające). Podobnie ma się rzecz z okręgami o równych promieniach. Dowolne dwie proste i półproste są przystające. Izometrie zachowują także współliniowość punktów i ich kolejność na prostej. Więcej o przystawaniu trójkątów można znaleźć w artykule dot. przystawania. Przystawanie wielokątów opisuje się dzieląc je na trójkąty. Ważnym niezmiennikiem izometrii jest pole i objętość figury geometrycznej.
Izometria przestrzeni euklidesowej, która jest przekształceniem liniowym jest też przekształceniem ortogonalnym.

### Parzystość
Pojęcie parzystości izometrii jest blisko związane z pojęciem orientacji. Na prostej można wyróżnić dwa „kierunki”, mianowicie w „lewo” i w „prawo”. Jest to dość intuicyjne: na płaszczyźnie należy wziąć pod uwagę trójkąt – jego wierzchołki można opisać od „zgodnie z ruchem wskazówek zegara” lub na odwrót. W przestrzeni, co może być zaskakujące, również wyróżnia się tylko dwie orientacje: „prawoskrętną” i „lewoskrętną” (więcej, w każdej przestrzeni euklidesowej wyróżnia się dokładnie dwie orientacje). Ponieważ każda przestrzeń euklidesowa ma bazę kanoniczną, to właśnie orientację zgodną z nią nazywa się dodatnią, a niezgodną – ujemną (przyjęło się określać dodatnimi orientacje: „w prawo”, „przeciwnie do ruchu wskazówek zegara” oraz „prawoskrętną”).
Na płaszczyźnie każda symetria osiowa zmienia orientację. Izometrię płaszczyzny można przedstawić jako złożenie co najwyżej trzech symetrii osiowych. Nieparzysta liczba symetrii w tej postaci powoduje zmianę orientacji – takie izometrie nazywa się nieparzystymi. Jeżeli daną izometrię da się przedstawić jako złożenie parzystej (lub zerowej) liczby symetrii – taka izometria nie zmienia orientacji – to nazywa się ją parzystą.
Podobnie ma się rzecz z izometriami przestrzeni trójwymiarowej – każdą z nich można przedstawić w postaci złożenia co najwyżej czterech symetrii płaszczyznowych, które zmieniają orientację przestrzeni. Te, które można przedstawić jako złożenie nieparzystej liczby symetrii nazywa się nieparzystymi, pozostałe zaś – parzystymi.
Algebraicznie można opisać jak następuje. Wyznacznik izometrii (macierzy przekształcenia izometrycznego) jest równy {\displaystyle 1} bądź {\displaystyle -1.} Te, które mają wyznacznik równy {\displaystyle 1} zachowują orientację, a więc są parzyste, te które mają wyznacznik równy {\displaystyle -1} zmieniają orientację, czyli są nieparzyste. Wówczas {\displaystyle \det \colon \operatorname {Iso} \to \{-1,1\}} jest homomorfizmem grupy izometrii w grupę dwuelementową. Jądrem tego przekształcenia są izometrie parzyste i jako takie tworzą podgrupę normalną w grupie izometrii. Ponieważ identyczność jest parzysta, to izometrie nieparzyste nie stanowią grupy, generują one jednak całą grupę izometrii.

### Klasyfikacja izometrii
Prosta
Na prostej można wyróżnić następujące rodzaje izometrii:
- parzyste
  - tożsamość,
  - przesunięcie (translacja);
- nieparzyste
  - symetria środkowa.

Płaszczyzna
Na płaszczyźnie można wyróżnić następujące rodzaje izometrii:
- parzyste
  - tożsamość,
  - przesunięcie (translacja),
  - symetria środkowa,
  - obrót wokół punktu;
- nieparzyste
  - symetria osiowa,
  - symetria z poślizgiem (o wektor niezerowy).

Przestrzeń trójwymiarowa
W przestrzeni wyróżnia się następujące rodzaje izometrii:
- parzyste
  - tożsamość,
  - przesunięcie (translacja),
  - symetria osiowa,
  - symetria osiowa z poślizgiem,
  - obrót wokół prostej,
  - ruch śrubowy (obrót wokół prostej z przesunięciem);
- nieparzyste
  - symetria płaszczyznowa,
  - symetria płaszczyznowa z poślizgiem (o wektor niezerowy),
  - symetria środkowa,
  - symetria obrotowa (obrót wokół prostej z symetrią).

## Przestrzenie metryczne
Niech {\displaystyle (X,d_{X})} i {\displaystyle (Y,d_{Y})} będą przestrzeniami metrycznymi. Odwzorowanie {\displaystyle f\colon X\to Y} nazywa się izometrią (bądź odwzorowaniem zachowującym odległość), jeżeli dla dowolnych {\displaystyle a,b\in X} spełniony jest warunek
{\displaystyle d_{Y}(f(a),f(b))=d_{X}(a,b).}
Odwzorowanie zachowujące odległość jest koniecznie iniektywne (różnowartościowe) oraz ciągłe. Każda izometria przestrzeni metrycznych jest zanurzeniem homeomorficznym.
Przestrzenie metryczne X i Y nazywa się izometrycznymi, jeżeli istnieje izometria z X na Y. Zbiór izometrii przestrzeni metrycznej w siebie jest grupą względem składania przekształceń nazywana grupą izometrii będącą podgrupą grupy wszystkich bijekcji danej przestrzeni metrycznej w siebie.
Każda przestrzeń metryczna jest izometryczna z gęstym podzbiorem zupełnej przestrzeni metrycznej.

## Przykłady
- Przekształcenie identycznościowe przestrzeni metrycznej w siebie jest izometrią.
- Dowolne odbicie, przesunięcie i obrót są izometriami globalnymi przestrzeni euklidesowych. Zob. grupa euklidesowa.
- Izometryczne przekształcenia liniowe {\displaystyle \mathbb {C} ^{n}} w siebie opisywane są przez macierze unitarne. Izometryczny, suriektywny operator liniowy na przestrzeni Hilberta jest nazywany operatorem unitarnym.
- W przestrzeni euklidesowej {\displaystyle \mathbb {R} ^{2}} przekształcenie określone wzorem

{\displaystyle (x,y)\to (x,-y)}
jest izometrią.
- Przekształcenie przestrzeni ℓ1 w siebie określone wzorem

{\displaystyle (x_{1},x_{2},x_{3},\dots )\to (0,x_{1},x_{2},x_{3},\dots )}
jest izometrią, lecz nie jest surjekcją.

## Izometrie liniowe
Dla danych dwóch przestrzeni unormowanych {\displaystyle V} oraz {\displaystyle W} izometrią liniową nazywa się takie przekształcenie liniowe {\displaystyle f\colon V\to W,} które zachowuje normę:
{\displaystyle \|f(v)\|=\|v\|}
dla wszystkich {\displaystyle v\in V.} Izometrie liniowe są przekształceniami zachowującymi odległości w powyższym sensie. Są one izometriami globalnymi wtedy i tylko wtedy, gdy są suriekcjami.
Z twierdzenia Mazura-Ulama wynika, że dowolna izometria między przestrzeniami unormowanymi nad {\displaystyle \mathbb {R} } jest przekształceniem afinicznym.

## Uogólnienia
- Dla ustalonej dodatniej liczby rzeczywistej {\displaystyle \varepsilon } odwzorowanie {\displaystyle f\colon X\to Y} przestrzeni metrycznych nazywa się {\displaystyle \varepsilon }-izometrią (lub aproksymacją Hausdorffa), jeżeli
  1. dla {\displaystyle x,x'\in X} zachodzi {\displaystyle |d_{Y}(f(x),f(x'))-d_{X}(x,x')|<\varepsilon } oraz
  2. dla każdego {\displaystyle y\in Y} istnieje punkt {\displaystyle x\in X,} że {\displaystyle d_{Y}(y,f(x))<\varepsilon .}

Innymi słowy {\displaystyle \varepsilon }-izometria zachowuje odległości wewnątrz {\displaystyle \varepsilon } i nie pozostawia żadnego elementu przeciwdziedziny w odległości większej niż {\displaystyle \varepsilon } od obrazu elementu dziedziny. Uwaga: od {\displaystyle \varepsilon }-izometrii nie wymaga się, by były ciągłe.
- Innym użytecznym uogólnieniem jest quasi-izometria.

## Twierdzenie Beckmana-Quarlesa
Twierdzenie Beckmana-Quarlesa mówi, że dowolne przekształcenie przestrzeni euklidesowej wymiaru co najmniej dwa w siebie, które zachowuje własność bycia w odległości jednostkowej musi być izometrią.